# ريمون بيلو
ريمون بيلو (بالفرنسية: Raymond Bellot)‏ (مواليد 6 سبتمبر 1929) هو لاعب كرة قدم. يلعب مع منتخب فرنسا لكرة القدم. سبق له أن لعب في كأس العالم لكرة القدم مع منتخب بلاده.

## روابط خارجية
- ريمون بيلو على موقع قاعدة بيانات كرة القدم.إي يو (الإنجليزية)
- ريمون بيلو على موقع عالم كرة القدم.نت (الإنجليزية)